# جما مرنا
جما مرنا (زاده ۶ فوریه ۱۹۸۴) بازیگر و مدل انگلیسی است. او بیشتر به خاطر ایفای نقش کارمل مک کوئین در سریال تلویزیونی هالیوکس از سال ۲۰۰۶ تا ۲۰۱۴ شناخته می‌شود.
مرنا در اوت ۲۰۰۶ به گروه بازیگران سریال تلویزیونی هالیوکس کانال ۴ پیوست. در سال ۲۰۰۷، او برنده بهترین اجرای کمدی در سال ۲۰۰۷ در جوایز صابون بریتانیا شد.

## زندگی شخصی
مرنا در منچستر به دنیا آمد و در ورسلی بزرگ شد، جایی که در دبیرستان سنت جورج RC، واکدن تحصیل کرد. او با دوست پسر بلندمدت ایان مینتون نامزد کرده بود و در سال ۲۰۱۲ ازدواج کردند مرنا در مصاحبه ای با مجله Closer در سال ۲۰۰۹ گفت که بزرگ کردن سینه در سن ۲۱ سالگی یکی از بهترین کارهایی بود که او انجام داد و این به او اعتماد به نفس زیادی داد.

## فیلم‌شناسی
| سال           | عنوان                           | نوع      | نقش           | یادداشت‌ها          |
| ------------- | ------------------------------- | -------- | ------------- | ------------------ |
| 2006–2014     | هولویک                          | تلویزیون | کارمل والنتین | نقش منظم، ۵۶۷ قسمت |
| ۲۰۰۹–۲۰۱۰     | بعد از اون                      | تلویزیون | کارمل والنتین | ۵ قسمت             |
| ۲۰۰۹          | سوراخ در دیوار                  | تلویزیون | خودش          | ۱ قسمت             |
| ۲۰۱۱          | ۵۰ مورد بزرگ‌ترین شوک عروسی      | تلویزیون | خودش          | مستند تلویزیونی    |
| ۲۰۱۱          | هولویاکز بهترین بخش‌های سال ۲۰۱۱ | تلویزیون | خودش          | مستند تلویزیونی    |
| ۲۰۰۸, ۲۰۱۳    | همه ستاره‌ها خانواده             | تلویزیون | خودش          | دو قسمت            |
| ۲۰۱۳, ۲۰۱۴    | "کارت برادر بزرگ"               | تلویزیون | خودش          | ۲ قسمت، مهمان      |
| ۲۰۱۴          | ! شلیک کن                       | تلویزیون | خودش          | گرمای ۱، متداول    |
| ۲۰۱۴          | تقریبا مشهور                    | تلویزیون | خودش          | ۱ قسمت، عضو گروه   |
| ۲۰۱۴          | "چیس" مشهور                     | تلویزیون | خودش          | ۱ قسمت، شرکت کننده |
| ۲۰۱۴          | شام روزانه با آکودا             | تلویزیون | خودش          | قسمت ۱، مهمان      |
| سال ۲۰۲۴-حاضر | خیابان تاجگذاری                 | تلویزیون | رِبکا          | نقش منظم           |